# Filippo Grimaldi del Poggetto
Filippo Grimaldi del Poggetto (Torino, 1767 – Torino, 1817) è stato un nobile italiano, sindaco di Torino nel 1795 e precettore di Carlo Alberto di Savoia.

## Biografia
Figlio del conte Luigi Grimaldi del Poggetto e di Teresa Ripa di Meana.
Nel 1787 sposò Costanza Gabaleone di Salmour, che ebbe da lui nove figli.
Nel 1795 fu nominato sindaco di Torino insieme a Giovanni Battista Bianco.
Dal 1807 fu socio corrispondente dell'Accademia delle Scienze di Torino in virtù dei suoi interessi di archeologia.
Di forte religiosità cattolica e temperamento reazionario, fu per alcuni anni precettore del futuro sovrano Carlo Alberto di Savoia (con lo scopo di "correggerne" la giovanile formazione liberale), ma dovette rinunciare all'incarico per motivi di salute e fu sostituito da Policarpo Cacherano d'Osasco.
Il nipote Stanislao fu pittore e litografo.